# Nepanagar
Nepanagar ist eine Stadt im indischen Bundesstaat Madhya Pradesh.
Die Stadt ist Teil des Distrikts Burhanpur. Nepanagar hat den Status eines Municipal Councils. Die Stadt ist in 24 Wards gegliedert. Sie hatte am Stichtag der Volkszählung 2011 29.682 Einwohner, von denen 15.165 Männer und 14.517 Frauen waren. Hindus bilden mit einem Anteil von über 80 % die Mehrheit der Bevölkerung in der Stadt. Die Alphabetisierungsrate lag 2011 bei 77,7 % und damit leicht über dem nationalen Durchschnitt.